# 14914 Moreux
14914 Moreux eller 1993 TM26 är en asteroid i huvudbältet som upptäcktes den 9 oktober 1993 av den belgiske astronomen Eric W. Elst vid La Silla-observatoriet. Den är uppkallad efter den franske astronomen Théophile Moreux.
Asteroiden har en diameter på ungefär 3 kilometer.